# Élections sénatoriales américaines de 2016
Les élections sénatoriales américaines de 2016 (en anglais : 2016 United States Senate elections) sont un ensemble d'élections qui se tiennent le 8 novembre 2016, dans le but de renouveler 34 sièges, dits de « classe 3 », des 100 sièges du Sénat des États-Unis, chambre haute du Congrès des États-Unis. Le mandat des sénateurs dure six ans, à compter du 3 janvier 2017 pour se terminer le 3 janvier 2023. À la veille des élections, 24 des 34 sièges en jeu sont détenus par les républicains contre 10 pour les démocrates.
Ces élections se déroulent en même temps que l'élection présidentielle qui conduit à la victoire du républicain Donald Trump et les élections à la Chambre des représentants, où le Parti républicain conserve la majorité. Les démocrates arrivent à reprendre au Sénat deux sièges aux républicains, mais ces derniers conservent une majorité de 52 mandats à l'assemblée.

## Contexte
Lors des élections sénatoriales de 2014, renouvelant les sénateurs de « classe 2 », le Parti républicain s'est emparé du Sénat en remportant neuf sièges détenus par le Parti démocrate, qui contrôlait la chambre haute du Congrès depuis 2006.
Les élections de 2016 renouvellent 34 sièges dits de « classe 3 », sur les 100 que compte le Sénat. Le précédent renouvellement en 2010 avait vu les démocrates perdre six sièges au profit des républicains. Ces élections furent marquées par une vague républicaine, notamment en faveur de candidats soutenus par le Tea Party.
Les démocrates pensent être en mesure de reprendre le Sénat aux républicains, qui détiennent 24 des 34 sièges en jeu contre 10 pour les démocrates. Parmi les 24 sièges républicains, 7 ont été remportés par Barack Obama en 2008 et 2012. Ron Johnson et Mark Kirk, républicains élus dans des États démocrates (Wisconsin et Illinois), sont considérés comme les sénateurs les plus menacés. La Floride, le Nevada, le New Hampshire, l'Ohio et la Pennsylvanie devraient également être âprement disputés. Les sièges de Richard Burr (républicain, Caroline du Nord) et Michael Bennet (démocrate, Colorado) pourraient également basculer,,.
Avec le retour en politique d'Evan Bayh (démocrate) en juillet 2016, le siège de l'Indiana est lui aussi susceptible de changer de camp,. Au cours de la campagne, l'Ohio semble davantage acquis aux républicains grâce à la bonne campagne du sénateur Portman, mais dans le Missouri c'est la campagne du démocrate Jason Kander qui menace le sénateur Blunt.

## Situation par État
| État             | Sortant            | Sortant     | Sortant                       | Statut               | Résultats | Résultats                                                                                                 |
| État             | Sénateur           | Parti       | Élu depuis                    | Statut               | Résultats | Résultats                                                                                                 |
| ---------------- | ------------------ | ----------- | ----------------------------- | -------------------- | --------- | --- |
| Alabama          | Richard Shelby     | Républicain | 1986                          | Se représente        |           | Richard Shelby (R) : 64,2 % Ron Crumpton (D) : 35,8 %                                                     |
| Alaska           | Lisa Murkowski     | Républicain | 2002 (nommée) 2004            | Se représente        |           | Lisa Murkowski (R) : 44,3 % Joe Miller (L) : 29,5 % Margaret Stock (I) : 13,7 % Ray Metcalfe (D) : 11,1 % |
| Arizona          | John McCain        | Républicain | 1986                          | Se représente        |           | John McCain (R) : 53,3 % Ann Kirkpatrick (D) : 41,2 %                                                     |
| Arkansas         | John Boozman       | Républicain | 2010                          | Se représente        |           | John Boozman (R) : 59,8 % Connor Eldridge (D) : 36,2 %                                                    |
| Californie       | Barbara Boxer      | Démocrate   | 1992                          | Ne se représente pas |           | Kamala Harris (D) : 62,5 % Loretta Sánchez (D) : 37,5 %                                                   |
| Caroline du Nord | Richard Burr       | Républicain | 2004                          | Se représente        |           | Richard Burr (R) : 51,1 % Deborah Ross (D) : 45,3 %                                                       |
| Caroline du Sud  | Tim Scott          | Républicain | 2013 (nommé) 2014             | Se représente        |           | Tim Scott (R) : 60,5 % Thomas Dixon (D) : 37 %                                                            |
| Colorado         | Michael Bennet     | Démocrate   | 2009 (nommé) 2010             | Se représente        |           | Michael Bennet (D) : 48,9 % Darryl Glenn (R) : 45,8 %                                                     |
| Connecticut      | Richard Blumenthal | Démocrate   | 2010                          | Se représente        |           | Richard Blumenthal (D) : 62,5 % Dan Carter (R) : 35,3 %                                                   |
| Dakota du Nord   | John Hoeven        | Républicain | 2010                          | Se représente        |           | John Hoeven (R) : 78,6 % Eliot Glassheim (D) : 17 %                                                       |
| Dakota du Sud    | John Thune         | Républicain | 2004                          | Se représente        |           | John Thune (R) : 71,8 % Jay Williams (D) : 28,2 %                                                         |
| Floride          | Marco Rubio        | Républicain | 2010                          | Se représente        |           | Marco Rubio (R) : 52 % Patrick Murphy (D) : 44,3 %                                                        |
| Géorgie          | Johnny Isakson     | Républicain | 2004                          | Se représente        |           | Johnny Isakson (R) : 55 % Jim Barksdale (D) : 40,8 %                                                      |
| Hawaï            | Brian Schatz       | Démocrate   | 2012 (nommé) 2014 (partielle) | Se représente        |           | Brian Schatz (D) : 73,6 % John Carroll (R) : 22,2 %                                                       |
| Idaho            | Mike Crapo         | Républicain | 1998                          | Se représente        |           | Mike Crapo (R) : 66,1 % Jerry Sturgill (D) : 27,8 %                                                       |
| Illinois         | Mark Kirk          | Républicain | 2010                          | Se représente        |           | Tammy Duckworth (D) : 54,4 % Mark Kirk (R) : 40,2 %                                                       |
| Indiana          | Dan Coats          | Républicain | 1989 (nommé) 1990 (partielle) | Ne se représente pas |           | Todd Young (R) : 52,2 % Evan Bayh (D) : 42,4 %                                                            |
| Iowa             | Chuck Grassley     | Républicain | 1980                          | Se représente        |           | Chuck Grassley (R) : 60,2 % Patty Judge (D) : 35,7 %                                                      |
| Kansas           | Jerry Moran        | Républicain | 2010                          | Se représente        |           | Jerry Moran (R) : 62,2 % Patrick Wiesner (D) : 32,2 %                                                     |
| Kentucky         | Rand Paul          | Républicain | 2010                          | Se représente        |           | Rand Paul (R) : 57,3 % Jim Gray (D) : 42,7 %                                                              |
| Louisiane        | David Vitter       | Républicain | 2004                          | Ne se représente pas |           | John Kennedy (R) : 60,7 % Foster Campbell (D) : 39,3 %                                                    |
| Maryland         | Barbara Mikulski   | Démocrate   | 1986                          | Ne se représente pas |           | Chris Van Hollen (D) : 60,4 % Kathy Szeliga (R) : 36,4 %                                                  |
| Missouri         | Roy Blunt          | Républicain | 2010                          | Se représente        |           | Roy Blunt (R) : 49,4 % Jason Kander (D) : 46,2 %                                                          |
| Nevada           | Harry Reid         | Démocrate   | 1986                          | Ne se représente pas |           | Catherine Cortez Masto (D) : 47,1 % Joe Heck (R) : 44,7 %                                                 |
| New Hampshire    | Kelly Ayotte       | Républicain | 2010                          | Se représente        |           | Maggie Hassan (D) : 48 % Kelly Ayotte (R) : 47,9 %                                                        |
| New York         | Chuck Schumer      | Démocrate   | 1998                          | Se représente        |           | Chuck Schumer (D) : 70,4 % Wendy Long (R) : 27,4 %                                                        |
| Ohio             | Rob Portman        | Républicain | 2010                          | Se représente        |           | Rob Portman (R) : 58,3 % Ted Strickland (D) : 36,9 %                                                      |
| Oklahoma         | James Lankford     | Républicain | 2014 (partielle)              | Se représente        |           | James Lankford (R) : 67,7 % Mike Workman (D) : 24,6 %                                                     |
| Oregon           | Ron Wyden          | Démocrate   | 1996 (partielle)              | Se représente        |           | Ron Wyden (D) : 56,7 % Mark Callahan (R) : 33,6 %                                                         |
| Pennsylvanie     | Pat Toomey         | Républicain | 2010                          | Se représente        |           | Pat Toomey (R) : 48,9 % Katie McGinty (D) : 47,2 %                                                        |
| Utah             | Mike Lee           | Républicain | 2010                          | Se représente        |           | Mike Lee (R) : 68,1 % Misty Snow (D) : 27,3 %                                                             |
| Vermont          | Patrick Leahy      | Démocrate   | 1974                          | Se représente        |           | Patrick Leahy (D) : 61,3 % Scott Milne (R) : 33 %                                                         |
| Washington       | Patty Murray       | Démocrate   | 1992                          | Se représente        |           | Patty Murray (D) : 60,2 % Chris Vance (R) : 39,8 %                                                        |
| Wisconsin        | Ron Johnson        | Républicain | 2010                          | Se représente        |           | Ron Johnson (R) : 50,2 % Russ Feingold (D) : 46,8 %                                                       |

## Liste des élections

### Alabama
En 2010, le républicain Richard Shelby est réélu avec 65,3 % des voix.
Âgé de 81 ans, Shelby est candidat à sa réélection. Il remporte largement la primaire républicaine, bien qu'elle soit l'une des plus difficiles de sa carrière, réunissant 65 % des voix contre 28 % pour son plus proche adversaire, l'ancien capitaine des Marines Jonathan McConnell. Trois autres candidats se présentent mais recueillent de faibles scores : John Martin, pilote et ancien candidat au Congrès en 2008, Marcus Bowman, un chauffeur Uber et Shadrack McGill, ancien sénateur de l'État.
| Candidat(e) | Candidat(e)        | Parti       | Primaire | Primaire |
| Candidat(e) | Candidat(e)        | Parti       | Voix     | %        |
| ----------- | ------------------ | ----------- | -------- | -------- |
|             | Richard Shelby     | Républicain | 505 586  | 64.9     |
|             | Jonathan McConnell | Républicain | 214 770  | 27.6     |
|             | John Martin        | Républicain | 23,558   | 3.0      |
|             | Marcus Bowman      | Républicain | 19,707   | 2.5      |
|             | Shadrack McGill    | Républicain | 15,230   | 2.0      |

La primaire démocrate met elle aux prises deux candidats : Ron Crumpton, un activiste en faveur de la légalisation du cannabis et candidat malheureux au Sénat en 2014, et Charles Nana, un ingénieur. 
| Candidat(e) | Candidat(e)  | Parti     | Primaire | Primaire |
| Candidat(e) | Candidat(e)  | Parti     | Voix     | %        |
| ----------- | ------------ | --------- | -------- | -------- |
|             | Ron Crumpton | Démocrate | 145 681  | 56.0     |
|             | Charles Nana | Démocrate | 114 617  | 44.0     |

Sans surprise, le sénateur sortant est réélu, avec un score comparable à celui des sondages qui l'annonçaient le plus souvent entre 55 % et 60 %.

### Alaska
En 2010, la sénatrice sortante modérée Lisa Murkowski est battue durant la primaire républicaine par Joe Miller, soutenu par Sarah Palin. Elle est néanmoins réélue en tant que write-in (les électeurs ayant eux-mêmes écrit son nom sur les bulletins) avec 39,3 % des voix contre 35,3 % à Miller et 23,3 % au démocrate Scott McAdams,.
Pour éviter la débâcle de 2010, Murkowski commence sa campagne plus tôt et dépense davantage d'argent que lors des précédentes primaires. Parmi ses principaux challengers, Joe Miller et l'ancien maire d'Anchorage Dan Sullivan renoncent finalement à se présenter. Elle remporte facilement la primaire républicaine avec 72 % des suffrages. Du côté démocrate, c'est Ray Metcalfe qui remporte la primaire. 
Les démocrates et libertariens organisent une primaire commune. Chaque parti investit ensuite son candidat le mieux placé. L'ancien représentant républicain à la Chambre de l'État Ray Metcalfe, passé chez les démocrates, remporte largement la primaire face à Edgar Blatchford, ancien maire de Seward. Cean Stevens, seul candidat libertaire en lice, remporte quant à lui l'investiture de son parti. 
| Candidat(e) | Candidat(e)      | Parti       | Primaire | Primaire |
| Candidat(e) | Candidat(e)      | Parti       | Voix     | %        |
| ----------- | ---------------- | ----------- | -------- | -------- |
|             | Ray Metcalfe     | Démocrate   | 15,228   | 50.0     |
|             | Edgar Blatchford | Démocrate   | 10,090   | 33.2     |
|             | Cean Stevens     | Libertarien | 5,102    | 16.8     |

Joe Miller, qui avait battu Murkowski lors de la primaire républicaine de 2010, annonce en septembre sa candidature sous les couleurs du Parti libertarien. Cean Stevens, candidat précédemment investi par le parti, se retire finalement. Face à cette répétition du duel de 2010, l'ancien sénateur démocrate Mark Begich — battu en 2014 — envisage de se présenter en tant que « write-in ».
Sans surprise, la sénatrice sortante est réélue avec toutefois un score nettement moins importants qu'attendu dans les sondages. Son principal adversaire, Joe Miller, réalise quant à lui un score largement supérieur aux enquêtes d'opinion. L'ancienne républicaine Margaret Stock, candidate indépendante, réalise également un score largement supérieur aux sondages et devance de près de 5 000 voix le candidat démocrate, qui réalise lui un score en deçà des enquêtes d'opinion.

### Arizona
En 2010, le républicain John McCain, candidat à l'élection présidentielle en 2008, est réélu avec 59,1 % des voix.
À 80 ans et après avoir effectué cinq mandats, John McCain annonce être candidat à sa réélection. Lors d'une élection primaire organisée le 30 août 2016, il remporte la nomination républicaine avec 51,7 % des suffrages, face à la sénatrice d'État Kelli Ward (39,2 %), au militant pro-FairTax Alex Meluskey (5,5 %) et au présentateur radio Clair Van Steenwyk (3,6 %).
| Candidat(e) | Candidat(e)             | Parti       | Primaire | Primaire |
| Candidat(e) | Candidat(e)             | Parti       | Voix     | %        |
| ----------- | ----------------------- | ----------- | -------- | -------- |
|             | John McCain             | Républicain | 302 532  | 51.7     |
|             | Kelli Ward              | Républicain | 235,988  | 39.2     |
|             | Alex Meluskey           | Républicain | 31,159   | 5.5      |
|             | Clair Van Steenwyk      | Républicain | 21,476   | 3.6      |
|             | Sean Webster (write-in) | Républicain | 175      | 0.0      |

Côté démocrate, la représentante Ann Kirkpatrick se retrouve sans adversaire, à la suite du retrait de Lennie Clark, enseignante pro-Bernie Sanders.
John McCain est considéré comme le favori de l'élection. Malgré quelques sondages contradictoires, la plupart des enquêtes d'opinion donnent une large avance au républicain. Kirkpatrick espère cependant bénéficier des relativement bons résultats d'Hillary Clinton dans cet État traditionnellement conservateur.

### Arkansas
En 2010, le représentant républicain John Boozman, favori des sondages, l'emporte largement face à la sénatrice sortante, Blanche Lincoln, remportant 57,9 % des voix contre 37 % pour la démocrate.
Boozman, bien que relativement peu connu par les électeurs, se représente. Il remporte la primaire républicaine avec 76 % des voix face à Curtis Coleman, un républicain déjà candidat à plusieurs primaires (pour le poste de gouverneur en 2014 et celui de sénateur en 2010). 
| Candidat(e) | Candidat(e)    | Parti       | Primaire | Primaire |
| Candidat(e) | Candidat(e)    | Parti       | Voix     | %        |
| ----------- | -------------- | ----------- | -------- | -------- |
|             | John Boozman   | Républicain | 298,039  | 76.45    |
|             | Curtis Coleman | Républicain | 91,795   | 23.55    |

Le candidat démocrate est Conner Eldridge, un ancien procureur du district ouest de l'Arkansas, aucun autre démocrate ne s'étant porté candidat à la primaire.
| Candidat(e) | Candidat(e)     | Parti     | Primaire | Primaire |
| Candidat(e) | Candidat(e)     | Parti     | Voix     | %        |
| ----------- | --------------- | --------- | -------- | -------- |
|             | Conner Eldridge | Démocrate | 214,228  | 100.0    |

### Californie
En 2010, la démocrate Barbara Boxer est réélue avec 52,2 % des voix face à la républicaine Carly Fiorina, à 42,2 %.
Sénatrice depuis 1992, Boxer annonce en janvier 2015 qu'elle ne se représentera pas pour un cinquième mandat. Quelques jours plus tard, la procureure générale Kamala Harris déclare sa candidature pour le siège vacant. En mai 2015, une autre démocrate annonce sa candidature, la représentante Loretta Sánchez. Du côté républicain, plusieurs candidats relativement peu connus se présentent.
En février, les délégués du Parti démocrate californien décident à 78 % d'apporter leur soutien à Harris.
Depuis 2010, la Californie a adopté le système de « top-two primary » dans lequel seuls les deux candidats arrivant en tête de l'élection primaire peuvent participer à l'élection générale. 34 candidats participent à la primaire. Le 7 juin, Harris arrive en tête de la primaire avec 40,3 % des voix, devançant largement Sanchez qui obtient 18,4 % des suffrages. Les candidats républicains sont distancés : le premier républicain, Duf Sundheim, plafonne à 8 %. Les autres candidats ne dépassent pas les 5 % des voix. Pour la première fois, aucun candidat républicain n'est présent sur les bulletins de vote lors de l'élection générale, en novembre.

Résultats de l'élection primaire.
Kamala Harris
Loretta Sánchez
Phil Wyman

| Candidat(e) | Candidat(e)           | Parti        | Primaire  | Primaire | Générale  | Générale |
| Candidat(e) | Candidat(e)           | Parti        | Voix      | %        | Voix      | %        |
| ----------- | --------------------- | ------------ | --------- | -------- | --------- | -------- |
|             | Kamala Harris         | Démocrate    | 2 755 029 | 40,4     | 4 870 559 | 62,5     |
|             | Loretta Sánchez       | Démocrate    | 1 259 887 | 18,4     | 2 919 063 | 37,5     |
|             | Duf Sundheim          | Républicain  | 549 461   | 8,0      |           |          |
|             | Phil Wyman            | Républicain  | 325 278   | 4,8      |           |          |
|             | Thomas G. Del Beccaro | Républicain  | 301 046   | 4,4      |           |          |
|             | Greg Conlon           | Républicain  | 214 033   | 3,1      |           |          |
|             | Steve Stokes          | Démocrate    | 143 881   | 2,1      |           |          |
|             | George C. Yang        | Républicain  | 104 150   | 1,5      |           |          |
|             | Karen Roseberry       | Républicain  | 100 182   | 1,5      |           |          |
|             | Gail K. Lightfoot     | Libertarien  | 87 584    | 1,3      |           |          |
|             | Tom Palzer            | Républicain  | 85 863    | 1,3      |           |          |
|             | Ron Unz               | Républicain  | 84 567    | 1,2      |           |          |
|             | Massie Munroe         | Démocrate    | 82 286    | 1,2      |           |          |
|             | Eleanor García        | Indépendante | 81 401    | 1,2      |           |          |
|             | Pamela Elizondo       | Vert         | 79 703    | 1,2      |           |          |

### Caroline du Nord
En 2010, le républicain Richard Burr est réélu avec 54,8 % des voix.
Burr, qui préside le Senate Intelligence Committee, sort vainqueur de la primaire républicaine avec 61 % des voix, contre 25 % à son plus proche opposant, Greg Brannon. 
| Candidat(e) | Candidat(e)     | Parti       | Primaire | Primaire |
| Candidat(e) | Candidat(e)     | Parti       | Voix     | %        |
| ----------- | --------------- | ----------- | -------- | -------- |
|             | Richard Burr    | Républicain | 622,074  | 61.4     |
|             | Greg Brannon    | Républicain | 255,030  | 25.2     |
|             | Paul Wright     | Républicain | 85,944   | 8.5      |
|             | Larry Holmquist | Républicain | 50,010   | 4.9      |

Après les refus de l'ancienne sénatrice Kay Hagan et du secrétaire aux Transports Anthony Foxx de postuler, l'establishment démocrate soutient Deborah Ross, ancienne directrice de l'ACLU locale. Elle remporte la primaire démocrate avec 62 % des suffrages, loin devant le maire de Spring Lakeham Chris Rey (16 %) ou encore l'homme d'affaires Kevin Griffin.
| Candidat(e) | Candidat(e)   | Parti     | Primaire | Primaire |
| Candidat(e) | Candidat(e)   | Parti     | Voix     | %        |
| ----------- | ------------- | --------- | -------- | -------- |
|             | Deborah Ross  | Démocrate | 614,414  | 62.3     |
|             | Chris Rey     | Démocrate | 162,869  | 16.5     |
|             | Kevin Griffin | Démocrate | 115,618  | 11.7     |
|             | Ernest Reeves | Démocrate | 93,005   | 9.4      |

Richard Burr est d'abord considéré comme le favori de la course. Cependant, Ross parvient à lever plus de fonds que Burr et rattrape son retard dans les sondages au cours de l'été. Bien qu'elle bénéficie du rejet des candidats républicains à la présidentielle et au poste de gouverneur, Donald Trump et Pat McCrory, Ross est finalement battue et le sénateur Burr est réélu pour un troisième mandat.

### Caroline du Sud
En 2010, le républicain Jim DeMint est réélu avec 62,5 % des voix. Après la démission de DeMint, Tim Scott est nommé pour le remplacer. Il est élu en novembre 2014 avec 55 % des suffrages et devient le premier sénateur noir du Sud des États-Unis.
Aucun républicain ne se présente contre Tim Scott en vue de la primaire républicaine. Il n'y a donc pas d'élection primaire. 
Thomas Dixon, un pasteur de North Charleston, est le seul candidat dans la primaire démocrate. Il acquiert également le soutien du Parti vert.
Bill Bledsoe représente le Parti libertarien et Michael Scarborough le Parti américain.
| Candidat(e) | Candidat(e)         | Parti           | Score     | Score |
| Candidat(e) | Candidat(e)         | Parti           | Voix      | %     |
| ----------- | ------------------- | --------------- | --------- | ----- |
|             | Tim Scott           | Républicain     | 1 241 609 | 60.6  |
|             | Thomas Dixon        | Démocrate       | 757 022   | 26.9  |
|             | Bill Bledsoe        | Libertarien     | 37 482    | 1.8   |
|             | Michael Scarborough | Parti américain | 11 923    | 0.6   |

### Colorado
En 2010, le sénateur sortant Michael Bennet (démocrate), nommé en 2009, est élu pour un mandat complet en battant de justesse le républicain Ken Buck (48,1 % contre 46,4 %). Darryl Glenn, membre de la commission du comté d'El Paso soutenu par l'ultraconservateur Ted Cruz, remporte les primaires républicaines. Sa victoire avec 37,7 % des voix est vue comme une surprise face à des adversaires millionnaires. 

Selon les analystes, l'investiture de ce tenant de l'aile droite du Parti républicain renforce les perspectives de réélection de Bennet, qui dispose par ailleurs de ressources financières nettement plus importantes.

### Connecticut
En 2010, le procureur démocrate Richard Blumenthal l'emporte face à la productrice de catch Linda McMahon, rassemblant 55,2 % des voix contre 43,2 % pour la républicaine.
Richard Blumenthal est candidat à un nouveau mandat. Chez les républicains, le représentant du Connecticut Dan Carter est désigné comme candidat au Sénat lors de la convention du parti en mai 2016. Puisqu'il remporte plus de 85 % des suffrages, il évite une primaire au mois d'août.

### Dakota du Nord
En 2010, le gouverneur républicain John Hoeven est élu triomphalement avec 76,2 % des voix. Il est candidat à sa succession.
Eliot Glassheim, membre de la Chambre des représentants du Dakota du Nord depuis 1993, est le candidat démocrate.

### Dakota du Sud
En 2010, le républicain John Thune est réélu sans opposition.
John Thune se représente pour un troisième mandat. Face à ce sénateur populaire, troisième homme du Sénat républicain, les démocrates semblent avoir des difficultés à trouver un candidat. Finalement, le candidat démocrate est un homme d'affaires de Yankton, Jay Williams. En faveur de l'avortement, du contrôle des armes à feu, de la légalisation de la marijuana ou encore d'une sécurité sociale universelle, son élection serait considérée comme un miracle dans cet État conservateur.

### Floride
Marco Rubio, favori du Tea Party, est élu sénateur républicain de Floride en 2010 avec 48,9 % des suffrages contre l'ancien gouverneur républicain devenu indépendant Charlie Crist (29,7 %) et le représentant démocrate Kendrick Meek (20,2 %).
Rubio annonce dès 2015 qu'il ne se représentera pas pour participer aux primaires présidentielles du Parti républicain. Le lieutenant-gouverneur Carlos López-Cantera est soutenu par Rubio pour lui succéder. Cependant, après l'échec de Rubio à obtenir l'investiture républicaine, plusieurs voix s'élèvent au sein du parti pour lui demander de se représenter. L'élection de Floride est vue comme décisive pour le contrôle du Sénat et Rubio est plus connu que les nombreux candidats républicains au poste. Le 22 juin, quelques jours avant la fin du dépôt des candidatures, Rubio annonce être finalement candidat à sa réélection. En conséquence, David Jolly et Ron DeSantis se retirent de la course pour se représenter à la Chambre des représentants ; Lopez-Cantera met également fin à sa campagne pour le Sénat. Rubio remporte largement la primaire républicaine avec 72 % des suffrages contre 18 % pour l'homme d'affaires Carloes Beruff et 3 % pour un troisième candidat, Ernie Rivera.
Du côté démocrate, les primaires opposent les représentants Patrick Murphy, soutenu par l'establishment démocrate, et Alan Grayson, considéré comme plus à gauche et connu pour « son penchant pour la controverse ». Grayson fait l'objet d'une enquête pour des manquements aux règles d'éthique de la Chambre des représentants et est accusé par son ex-femme de violences conjugales. Les autres candidats sont l'avocate et vétéran de la Navy Pam Keith, l'homme d'affaires Rocky De La Fuente et l'avocat Reginald Luster. Murphy arrive largement en tête de la primaire démocrate avec 59 % des voix. Un temps donné au coude-à-coude dans les sondages avec Murphy, Grayson ne réunit que 18 % des suffrages, talonné par Keith.
Durant la campagne, Murphy est accusé d'avoir enjolivé son CV. Le démocrate critique en retour Rubio qui refuse de s'engager à servir un mandat complet. Selon Murphy, l'élection n'est pour le républicain qu'un marche-pied vers une autre campagne présidentielle. Alors que le siège semblait une bonne opportunité de prise pour les démocrates, Rubio domine les sondages depuis son retour dans la course.

### Géorgie
En 2010, le républicain Johnny Isakson est réélu avec 58,3 % des voix. En 2015, il annonce être candidat à sa réélection, bien qu'ayant été diagnostiqué avec la maladie de Parkinson. Mary Kay Bacallao et Derrick Grayson se portent également candidats à la primaire républicaine, qui est finalement remportée par Johnny Isakson avec plus de 75 % des suffrages.
La primaire démocrate est quant à elle remportée par le millionnaire Jim F. Barksdale face à Cheryl Copeland.

### Hawaï
En 2010, le démocrate Daniel Inouye est réélu largement avec 74,8 % des voix. Il décède cependant en 2012. Brian Schatz est nommé pour le remplacer et remporte l'élection partielle de 2014 pour terminer son mandat.
Schatz remporte largement la primaire démocrate avec plus de 80 % des voix. John Carroll arrive en tête de la primaire républicaine.

### Idaho
En 2010, le républicain Mike Crapo est largement réélu avec 71,2 % des voix.
En 2013, Crapo est arrêté pour conduite sous l'empire d'un état alcoolique. Pourtant, Crapo n'est pas supposé boire d'alcool en tant que mormon pratiquant. Après cet événement, la presse locale s'attend à ce que d'autres républicains se présentent face à lui. Le 17 mai 2016, Crapo remporte cependant la primaire républicaine sans opposition. L'homme d'affaires de Boise Jerry Sturgill est quant à lui l'unique candidat de la primaire démocrate.

### Illinois
En 2010, le républicain Mark Kirk remporte l'ancien siège du président Barack Obama, en récoltant 48 % des voix contre 46,4 % pour le démocrate Alexi Giannoulias.
Élu dans un État majoritairement démocrate, Kirk est considéré comme le sénateur le plus en danger de ces élections. En 2012, il est victime d'un AVC et passe un an loin du Sénat. Républicain modéré, il est accusé par son adversaire James Marter d'abandonner les valeurs conservatrices traditionnelles. Kirk bat cependant largement Marter lors de la primaire républicaine avec 70,7 % des suffrages. La représentante Tammy Duckworth, ancienne pilote d'hélicoptère dans l'armée amputée des deux jambes, remporte la primaire démocrate avec 64,3 % des voix face à la présidente de la Chicago Urban League Andrea Zopp (24 %) et au sénateur d’État Napoleon Harris (11,6 %),.

### Indiana
En 2010, l'ancien sénateur républicain Dan Coats reprend le siège de l'Indiana aux démocrates avec 54,6 % des voix contre 40 % pour le représentant Brad Ellsworth.
Coats n'est pas candidat à nouveau mandat. Le représentant Todd Young, soutenu par Mitch McConnell et la Chambre de commerce, remporte largement les primaires républicaines face à son collègue Marlin Stutzman avec 65 % des voix. Baron Hill, qui avait perdu son siège de représentant en 2010 face à Young, est le candidat démocrate. Hill se retire cependant de la course en juillet 2016, estimant qu'il n'est pas à même de remporter l'État. Evan Bayh, sénateur jusqu'en 2010, devient alors le candidat démocrate. Le siège, jusqu'à présent considéré comme sûr pour les républicains, devient indécis en raison de la popularité de Bayh, qui dispose de larges fonds hérités de ses précédentes campagnes.
Lors des premiers sondages sur le duel Bayh-Young, c'est l'ancien sénateur qui arrive en tête. Bayh cependant est fortement attaqué par les républicains dès son retour : ils l'accusent d'avoir été absent de l'Indiana depuis sa retraite politique, d'avoir soutenu Barack Obama et d'avoir utilisé ses relations politiques pour s'enrichir. Après ces attaques, l'avance de Bayh s'effondre et les deux candidats sont au coude-à-coude.

### Iowa
En 2010, le républicain Chuck Grassley est largement réélu avec 64,4 % des voix.
Âgé de 82 ans, Grassley est désigné candidat des républicains pour un septième mandat sans opposition. L'ancienne lieutenant-gouverneure Patty Judge gagne la primaire démocrate avec 48 % des voix, face à trois autres candidats. Les démocrates attaquent Grassley, président du comité judiciaire du Sénat, pour son refus d'auditionner Merrick Garland, nommé par Barack Obama à la Cour suprême,.
Même s'il reste en tête des sondages, le sénateur sortant atteint des scores relativement bas (autour de 50 %) par rapport aux précédentes élections,. En effet, depuis son élection au Sénat, Grassley a toujours été réélu avec plus de 64 % des suffrages.

### Kansas
En 2010, le représentant républicain Jerry Moran est facilement élu avec 70,1 % des voix.

### Kentucky
En 2010, le républicain Rand Paul, connu pour ses positions libertariennes, remporte le siège avec 55,7 % des voix face au procureur général du Kentucky Jack Conway (44,3 %).
Rand Paul est candidat à l'élection présidentielle et fait changer les dates des primaires : le Parti républicain de l'État avance la primaire présidentielle en mars et celle du Sénat en mai pour permettre la candidature de Paul en cas d'échec à la présidentielle. Paul se retire de la course présidentielle puis remporte la primaire républicaine. Du côté démocrate, c'est le maire de Lexington, Jim Gray, qui arrive en tête de la primaire. Paul critique principalement l'administration Obama tandis que Gray estime que la fonction présidentielle est tout ce qui intéresse le sénateur sortant. S'il était élu, Gray serait le premier homme ouvertement homosexuel au Sénat. L'État est cependant profondément républicain.

### Louisiane
En 2010, le républicain David Vitter est confortablement réélu face à Charlie Melancon, obtenant 56,6 % des voix contre 37,7 % pour son adversaire démocrate.
Après son échec lors de l'élection du gouverneur de Louisiane en 2015, Vitter annonce qu'il ne sera pas candidat à un nouveau mandat. Parmi les républicains, les représentants Charles Boustany et John Fleming ainsi que le trésorier d'État John Neely Kennedy sont candidats à sa succession. Ce dernier remporte le second tour le 10 décembre avec 61 % des suffrages.

### Maryland
En 2010, la démocrate Barbara Mikulski est réélue avec 62,3 % des voix.
Mikulski, la femme ayant servi le plus longtemps au Sénat de l'histoire américaine, décide de ne pas se représenter après 30 ans de mandat. Dans cet État dominé par les démocrates, les représentants Donna Edwards et Chris Van Hollen s'affrontent dans une primaire difficile. Edwards met en avant son parcours de mère célibataire afro-américaine et dépeint Van Hollen comme un homme du statu quo. Cependant, les deux candidats ont des votes similaires à la Chambre des représentants et Van Hollen est soutenu par les leaders du Parti démocrate. Van Hollen remporte la primaire démocrate avec 53 % des voix, contre 39 % en faveur d'Edwards. Kathy Szeliga remporte quant à elle la primaire républicaine face à 13 autres candidats.

### Missouri
En 2010, le représentant républicain Roy Blunt est élu avec 54,2 % des voix face à la secrétaire d'État démocrate Robin Carnahan (en) et ses 40,6 %.
Le sénateur remporte facilement la primaire républicaine tandis que le secrétaire d'État Jason Kander fait de même chez les démocrates.
Kander attaque Blunt comme un insider de Washington. Le sénateur a en effet fait partie de la direction de la Chambre des représentants et sa femme, ainsi que trois de ses enfants, sont désormais lobbyistes. En retour, Blunt attaque Kander pour son soutien à Hillary Clinton. Kander attire l'attention des médias nationaux en diffusant une publicité dans laquelle il assemble un AR-15 les yeux bandés. Dans un État pourtant conservateur, l'élection devient étonnement compétitive, Blunt n'ayant que quelques points d'avance sur Kander dans les sondages,,.

### Nevada
En 2010, le leader de la majorité démocrate au Sénat, Harry Reid, est réélu face à la candidate du Tea Party Sharron Angle, en rassemblant 50,3 % des voix contre 44,5 % pour la républicaine.
Reid, désormais leader de la minorité démocrate, n'est pas candidat à sa réélection. Le siège du Nevada est parfois considéré comme l'unique siège pouvant basculer des démocrates aux républicains au cours de ces élections. Reid soutient l'ancienne procureure générale Catherine Cortez Masto pour lui succéder. Cette dernière remporte haut la main la primaire démocrate avec 81 % des suffrages. 
| Candidat(e) | Candidat(e)            | Parti     | Primaire | Primaire |
| Candidat(e) | Candidat(e)            | Parti     | Voix     | %        |
| ----------- | ---------------------- | --------- | -------- | -------- |
|             | Catherine Cortez Masto | Démocrate | 81 944   | 80.6     |
|             | Allen Rheinhart        | Démocrate | 5 645    | 5.6      |
|             | Aucun de ces candidats | Démocrate | 5 498    | 5.4      |
|             | Liddo Susan O'Briant   | Démocrate | 4 834    | 4.8      |
|             | Bobby Mahendra         | Démocrate | 3 760    | 3.7      |

Face à elle, le candidat républicain est le représentant Joe Heck, élu d'un district partagé entre démocrates et républicains. Soutenu par l'ancien président George W. Bush et le chef de la majorité républicaine au Sénat, Mitch McConnell, il remporte la primaire républicaine avec 64,9 % des suffrages, devançant ainsi Sharron Angle, candidate malheureuse face à Harry Reid en 2010, qui ne remporte que 22,8 %.

### New Hampshire
En 2010, la républicaine Kelly Ayotte, soutenue par le Tea Party, l'emporte largement face à son rival démocrate Paul Hodes, 60,1 % des voix contre 36,8 %.
Ayotte est candidate à un nouveau mandat. La gouverneure démocrate, Maggie Hassan, annonce sa candidature en octobre 2015. Ce duel entre deux femmes populaires, dans un État pivot, est vu comme l'une des élections qui décideront de la majorité sénatoriale. Hassan est accusée de délaisser l’État pour mener levées des fonds. Les démocrates tentent de lier Ayotte à Donald Trump, impopulaire. La position de la sénatrice est d'ailleurs hésitante à propos du candidat républicain à la présidentielle : elle choisit d'abord de le soutenir sans appuyer sa candidature (« support without endorsing »), elle dit qu'il est un modèle puis revient sur sa déclaration et annonce finalement voter pour Mike Pence, son colistier. Pour contrer ces attaques, Ayotte se définit comme une candidate indépendante qui pourra s'opposer à la direction de son parti, contrairement à Hassan.

### New York
En 2010, le démocrate Chuck Schumer est réélu avec 66,3 % des voix pour un troisième mandat.
L'avocate républicaine Wendy Long concourt à nouveau, quatre ans après son échec contre la démocrate Kirsten Gillibrand. Elle reçoit le soutien du Parti républicain, du Parti conservateur de l'État de New York ainsi que du Parti de la réforme. D'autres personnalités du Parti républicain ont été envisagés pour briguer le poste, comme le représentant Richard L. Hanna, mais ont finalement décliné.
Élu sénateur pour la première fois en 1998, le sénateur sortant Chuck Schumer, vice-président du groupe démocrate au Sénat, brigue un quatrième mandat. Dans un État historiquement démocrate, il fait alors figure de très large favori, l'immense majorité des sondages lui présidant plus de 60 % des suffrages et une avance constamment supérieure à 30 points sur son adversaire républicaine.
Il est réélu avec un score largement supérieur à celui qu'il avait obtenu en 2010. Son adversaire n'améliore quant à elle que très peu son score par rapport à l'élection de 2012.
| Candidat(e) | Candidat(e)          | Parti       | Score     | Score |
| Candidat(e) | Candidat(e)          | Parti       | Voix      | %     |
| ----------- | -------------------- | ----------- | --------- | ----- |
|             | Chuck Schumer        | Démocrate   | 5 221 945 | 70.6  |
|             | Wendy Long           | Républicain | 2 009 355 | 27.2  |
|             | Robin Laverne Wilson | Vert        | 113 413   | 1.5   |
|             | Alex Merced          | Libertarien | 48 120    | 0.65  |

### Ohio
En 2010, l'ancien représentant républicain Rob Portman bat assez nettement le secrétaire d'État démocrate Lee Fisher, 56,9 % contre 39,4 %.
Dans ce swing state, Portman est d'abord considéré comme en danger. Lors de la primaire républicaine, le sénateur sortant est opposé au conservateur Don Elijah Eckhart qui l'attaque notamment sur sa position en faveur du mariage homosexuel. Il remporte cependant la primaire avec plus de 80 % des suffrages. Dans la primaire démocrate, l'ancien gouverneur Ted Strickland bat le conseil municipal de Cleveland P.G. Sittenfeld, qui le concurrençait sur sa gauche.
Portman critique Strickland sur son bilan à la tête de l’État entre 2007 et 2011, tandis que le démocrate l'attaque pour son soutien au libre-échange. Les sondages donnent longtemps les deux hommes au coude-à-coude. Disposant de fonds plus importants, le sénateur sortant lance d’importantes campagnes de publicité et prend la tête des enquêtes d’opinion à partir de juillet. Durant l'été, Portman reçoit le soutien de plusieurs syndicats qui soutenaient Strickland lors de précédentes élections. Fin août, il devance Strickland de 8 points dans les sondages. Portman devenant le favori, les républicains comme les démocrates commencent alors à rediriger leurs fonds vers des élections plus indécises.

### Oklahoma
En 2010, le républicain Tom Coburn est largement réélu avec 70,6 % des voix.

### Oregon
En 2010, le démocrate Ron Wyden est réélu avec 57,3 % des voix.

### Pennsylvanie
En 2010, le républicain Pat Toomey remporte une élection serrée (51 % contre 49 %) face à Joe Sestak, tombeur du sénateur sortant Arlen Specter (ancien républicain) lors de la primaire démocrate.
Alors que Toomey est investi sans opposition, la primaire démocrate est très disputée. Sestak est à nouveau candidat, il affronte notamment Katie McGinty, soutenue par l'etablishement démocrate dont le Président Obama, et John Fetterman, maire de Braddock. Bien que les sondages annonçaient un résultat serré, McGinty remporte la primaire avec 42,5 % des suffrages contre 32,6 % pour Sestak et 19,5 % pour Fetterman,.
Dans un État qui vote généralement pour les démocrates à l'élection présidentielle, Toomey doit montrer sa capacité à dépasser les clivages partisans. Il fait notamment diffuser une publicité où Barack Obama le félicite pour sa proposition de loi sur la vérification des antécédents pour les acheteurs d'arme à feu. Avant l'élection, McGinty dispose d'une légère avance dans les sondages publics.

### Utah
En 2010, le républicain Mike Lee, candidat du Tea Party, est élu avec 61,6 % des voix.
Lee est candidat à un nouveau mandat et ne rencontre pas d'opposition au sein du Parti républicain de l'Utah. Du côté démocrate, Jonathan Swinton remporte la convention sans atteindre 60 % des voix, une élection primaire est alors organisée. Attaqué pour ses prises de positions conservatrices, notamment sur l'avortement, Swinton est battu par Misty Snow lors de la primaire (40,6 % contre 59,4 %). Snow devient la première personne transgenre à remporter l'investiture d'un grand parti pour le Sénat.

### Vermont
En 2010, le démocrate Patrick Leahy est réélu avec 64,4 % des voix.
Patrick Leahy est candidat à un huitième mandat dans cet État du Vermont, lui qui est sénateur depuis 41 ans. La primaire démocrate est une formalité, il affronte un activiste en faveur de la légalisation du cannabis, Cris Ericson qui se présente également à la primaire pour le poste de gouverneur. Battu, ce dernier se présente à l'élection générale avec le soutien du Marijuana Party. 
| Candidat(e) | Candidat(e)   | Parti     | Primaire | Primaire |
| Candidat(e) | Candidat(e)   | Parti     | Voix     | %        |
| ----------- | ------------- | --------- | -------- | -------- |
|             | Patrick Leahy | Démocrate | 62,412   | 89.15    |
|             | Cris Ericson  | Démocrate | 7,595    | 10.85    |

Seul Scott Milne se présente pour l'investiture républicaine. Cet homme d'affaires, candidat battu par 2 000 voix lors des gouvernatoriales de 2014, est donc investi par le Parti républicain.
Un débat est organisé à Burlington le 18 octobre et, fait rare, les 5 candidats à l'élection générale sont présents, tandis que la majorité des débats n'opposent que les nommés républicains et démocrates. 
Sans surprise, le sénateur démocrate sortant est réélu, avec toutefois un score nettement inférieur aux estimations des sondages. Un sondage réalisé à quelques jours du scrutin le donnait même à 75 %, loin devant son adversaire républicain (24 %).

### Washington
En 2010, la sénatrice démocrate Patty Murray est réélue, en remportant 52,4 % des voix face au républicain libertarien Dino Rossi (en) (47,6 %).

### Wisconsin
En 2010, le sénateur démocrate Russ Feingold est battu après trois mandats par l'homme d'affaires républicain Ron Johnson, 47 % contre 51,9 %.
Avant les primaires du mois d'août, un match retour de l'élection de 2010 se profile dans l'État. Feingold remporte facilement la primaire démocrate, rassemblant environ 90 % des voix face à un détective peu connu de Kenosha, Scott Harbach. Johnson est le seul candidat dans le camp républicain. Le siège est considéré comme l'un des plus susceptibles de basculer dans le camp démocrate. Feingold domine largement les enquêtes d'opinion durant l'été et les républicains, pensant l'élection jouée, annulent des publicités pour se concentrer sur des élections plus serrées. Cependant, les sondages s'améliorent pour Johnson à la fin du mois d'octobre et des millions de dollars sont dépensés par des groupes extérieurs aux candidats.